# Sabine Peters
Sabine Peters (19 september 1982) is een Nederlands dressuurruiter, zowel individueel als in teamverband en woont in Cuijk.
Doordat het rechteronderbeen vanaf de knie niet volledig is gegroeid is dat been korter dan het linkerbeen, komt Peters uit in de klasse IV en mag ze met een zweepje rijden.
Ze begon al op 6-jarige leeftijd met rijden, en reed al op jonge leeftijd Z2 dressuur.
Peters is in 2008 voor Nederland uitgekomen op de Paralympische Zomerspelen in Peking met het paard Papillon, een elfjarige merrie. 
In het dagelijks leven is zij dressuuramazone.

## Erelijst
- 2003 NK Bunschoten 2e met Ramazotti.
- 2005 NK Hoofddorp1e met Papillon.
- 2005 Dutch Open Helvoirt twee maal 3e met Papillon.
- 2005 Moorsele België tweemaal 2e en eenmaal 3e, met Papillon.
- 2006 Mannheim Duitsland 3e, met Papillon.
- 2006  NK Hoofddorp 2e met Papillon.
- 2006 Hartpury Engeland 1e en 2e met Papillon.
- 2006 Moorsele België 3e, met Papillon.
- 2006 Moorsele België Hands in Hands competition: 1e met Papillon en samen met Anky van Grunsven met Krack C.
- 2007 Wouwse Plantage 2e met Ookrola.
- 2007 Mannheim Duitsland 3e met Papillon.
- 2007 WK Hartpury Engeland2e, 2e en 3e met Papillon.
- 2008 Weert Nederland 2e en 3e met Papillon.